# 이만 알리
이만 알리(우르두어: ایمان علی, 1980년 12월 19일 ~ )는 파키스탄의 배우, 모델이다.

## 출연 작품
- 스피크 업 (2011)

## 같이 보기
- 파키스탄의 여자 배우 목록